# Ricky Stenhouse Jr.
Pour les articles homonymes, voir Stenhouse.
Statistiques en NASCAR Cup Series
Dernière mise à jour : 23 novembre 2023 
Ricky Stenhouse Jr. (né le 2 octobre 1987 à Memphis dans le Tennessee) est un pilote américain de NASCAR.
Il participe à temps plein au championnat de la NASCAR Cup Series au volant de la Chevrolet Camaro ZL1 1LE no 47 de l'équipe JTG Daugherty Racing.
Il est désigné « Rookie of the Year » en Xfinity Series en 2010 et remporte coup sur coup les championnats 2011 et 2012.
Il fait ses débuts en Cup Series en 2011 sur le Charlotte Motor Speedway lors du Coca Cola 600 au volant de la Ford no 21 des Wood Brothers Racing.
En 2013, il devient pilote à temps plein au volant de la voiture Ford no 17 de la Roush Fenway Racing après quelques courses dans la no 6 de cette même équipe. Le 7 mai 2017, après avoir signé la pole au Coca-Cola 600 sur le Superspeedway de Talladega, Stenhouse y remporte la première victoire de sa carrière dans la catégorie reine. La même année, il gagne à nouveau lors du Coke Zero 400 sur le Daytona International Speedway.
Il a également été le compagnon de la pilote américaine Danica Patrick de novembre 2012 à décembre 2017.